# Heinrich Rubens

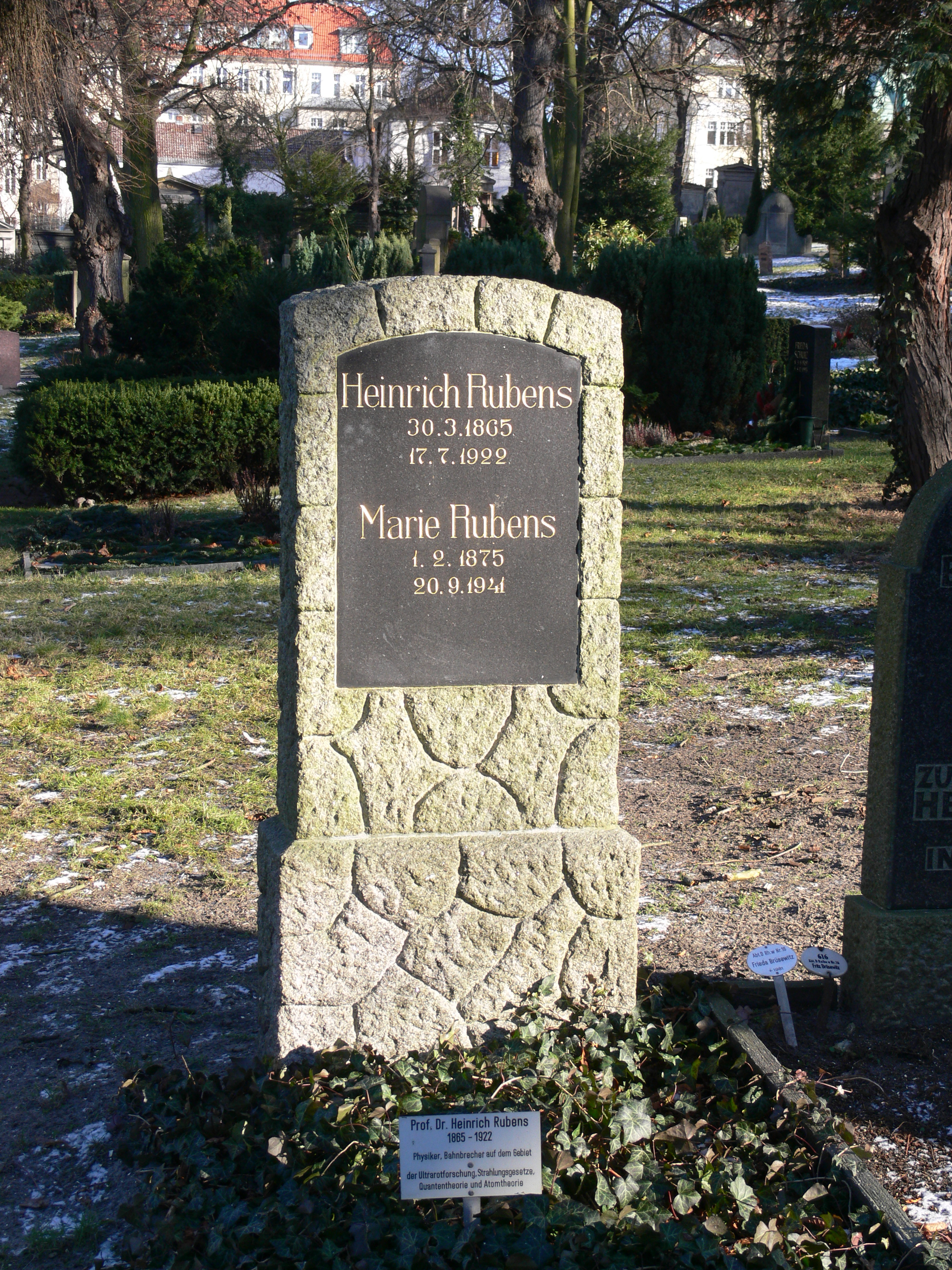
Rubens gravställe på Alter St.-Matthäus-Kirchhof Berlin.

Heinrich Rubens, född 30 mars 1865 i Wiesbaden, död 17 juli 1922 i Berlin, var en tysk fysiker.
Rubens studerade först maskinbyggnadskonst i Darmstadt och Charlottenburg, sedan fysik i Strassburg och Berlin, blev filosofie doktor i Berlin 1889, assistent vid fysiska institutet vid Berlins universitet 1892, privatdocent i fysik vid tekniska högskolan i Charlottenburg 1895, professor där 1898, professor vid militärtekniska akademien 1903 samt professor och direktor för fysiska institutet vid Berlins universitet 1906. 
Rubens utförde ett stort antal viktiga undersökningar angående värmestrålningen, reflektions- och elektriska ledningsförmågan hos metaller, spektralanalytiska undersökningar, speciellt rörande de infraröda strålarna, angående elektriska vågor, reststrålarna m.m. samt konstruerade många viktiga instrument, bland annat en pansargalvanometer, en termostapel, en dynamobolometer. Han tilldelades Rumfordmedaljen 1910.